# Mecynodes demoflysi
Mecynodes demoflysi är en skalbaggsart som beskrevs av Baraud 1977. Mecynodes demoflysi ingår i släktet Mecynodes och familjen Aphodiidae. Inga underarter finns listade i Catalogue of Life.